# Peetula stramineata
Peetula stramineata là một loài bướm đêm trong họ Geometridae.